# Dialakoroba
Dialakoroba is een gemeente (commune) in de regio Koulikoro in Mali. De gemeente telt 22.800 inwoners (2009).